# Rorippa astyla
Rorippa astyla là một loài thực vật có hoa trong họ Cải. Loài này được Rchb. miêu tả khoa học đầu tiên.